# Nagyhörcsökpuszta
Nagyhörcsökpuszta település Fejér vármegyében, a Sárbogárdi járásban. Közigazgatásilag Sárbogárdhoz tartozik. Régebben Kálozhoz tartozott.

## Földrajza

### Fekvése
Sárbogárd centrumától 11,2 kilométerre fekszik, északnyugati irányban. Észak-déli irányban a Sáregres-Szabadbattyán közti 6307-es út halad rajta keresztül, Sárbogárd központjával és a 63-as főúttal pedig a 6305-ös út kapcsolja össze.

### Demográfiai adatok
2011-es adatok szerint Nagyhörcsökpuszta lakónépessége 124 fő, a lakások száma 46.

## Gazdasága
Nagyhörcsökpusztán nincs vezetékes gázellátás.

## Turizmusa
Nagyhörcsökpusztán lovasközpont létesült.